# Галтель

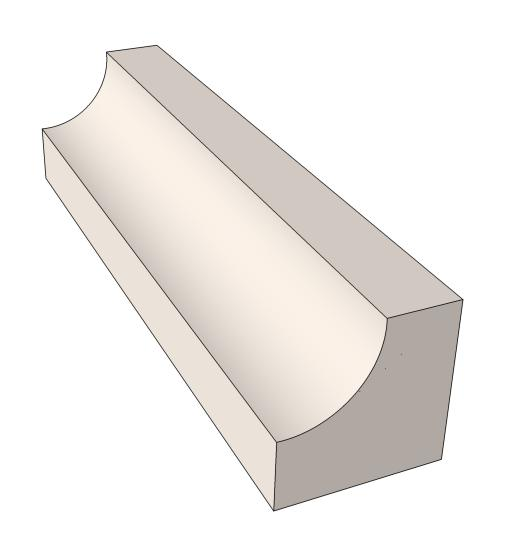
Галтель — скруглённая выемка в бруске

Га́лтель (от нем. Hohlkehle — желобок, выемка) —  форма поверхности в виде желобка, выемки на внешнем или внутреннем ребре детали . Например:
- Скруглённый желобок (выемка) на ребре или пласти столярных деталей[3]
- Планка, прикрывающая стыки деталей (например, мебели). В строительстве обычно[источник не указан 1947 дней] обозначает планку, прикрывающую стык между вертикальной и горизонтальной поверхностью.
- Скругление внутренних и внешних углов на деталях машин для повышения прочности путём более равномерного распределения поверхностных напряжений на них. Применяют также для облегчения изготовления деталей литьем, штамповкой, ковкой.
- Форма застывшего припоя, формирующего паяное соединение деталей.